# Liste der Bodendenkmäler in Untersiemau
Auf dieser Seite sind die Bodendenkmäler in der oberfränkischen Gemeinde Untersiemau zusammengestellt. Diese Tabelle ist eine Teilliste der Liste der Bodendenkmäler in Bayern. Grundlage ist die Bayerische Denkmalliste, die auf Basis des Bayerischen Denkmalschutzgesetzes vom 1. Oktober 1973 erstmals erstellt wurde und seither durch das Bayerische Landesamt für Denkmalpflege geführt wird. Die folgenden Angaben ersetzen nicht die rechtsverbindliche Auskunft der Denkmalschutzbehörde.

## Bodendenkmäler der Gemeinde Untersiemau

### Bodendenkmäler in der Gemarkung Birkach a.Forst
| Lage                       | Objekt                           | Akten-Nr.     | Bild |
| -------------------------- | -------------------------------- | ------------- | ---- |
| Birkach a.Forst (Standort) | Wüstung des späten Mittelalters. | D-4-5831-0100 |      |

### Bodendenkmäler in der Gemarkung Haarth
| Lage              | Objekt                                                                     | Akten-Nr.     | Bild |
| ----------------- | -------------------------------------------------------------------------- | ------------- | ---- |
| Haarth (Standort) | Bestattungsplatz mit verebneten Grabhügel vorgeschichtlicher Zeitstellung. | D-4-5731-0037 |      |

### Bodendenkmäler in der Gemarkung Obersiemau
| Lage                  | Objekt                                                                                   | Akten-Nr.     | Bild |
| --------------------- | ---------------------------------------------------------------------------------------- | ------------- | ---- |
| Obersiemau (Standort) | Mittelalterlicher Turmhügel.                                                             | D-4-5831-0006 |      |
| Obersiemau (Standort) | Rechteckige Wallanlage vor- und frühgeschichtlicher oder mittelalterlicher Zeitstellung. | D-4-5832-0003 |      |
| Obersiemau (Standort) | Bestattungsplatz mit verebnetem Grabhügel vorgeschichtlicher Zeitstellung.               | D-4-5832-0157 |      |

### Bodendenkmäler in der Gemarkung Scherneck
| Lage                 | Objekt | Akten-Nr.     | Bild |
| -------------------- | --- | ------------- | ---- |
| Scherneck (Standort) | Bestattungsplatz mit Grabhügel vorgeschichtlicher Zeitstellung.                                                                                                | D-4-5731-0042 |      |
| Scherneck (Standort) | Siedlung vor- und frühgeschichtlicher Zeitstellung. | D-4-5731-0089 |      |
| Scherneck (Standort) | Archäologische Befunde des Mittelalters und der frühen Neuzeit im Bereich der Evangelisch-Lutherischen Pfarrkirche von Scherneck.                              | D-4-5831-0140 |      |
| Scherneck (Standort) | Archäologische Befunde des Mittelalters und der frühen Neuzeit, darunter solche von Vorgängerbauten, im Bereich des frühneuzeitlichen Schlosses von Scherneck. | D-4-5831-0141 |      |

### Bodendenkmäler in der Gemarkung Stöppach
| Lage                | Objekt                                              | Akten-Nr.     | Bild |
| ------------------- | --------------------------------------------------- | ------------- | ---- |
| Stöppach (Standort) | Freilandstation des Mesolithikums.                  | D-4-5731-0040 |      |
| Stöppach (Standort) | Freilandstation des Mesolithikums.                  | D-4-5731-0041 |      |
| Stöppach (Standort) | Siedlung vor- und frühgeschichtlicher Zeitstellung. | D-4-5731-0085 |      |
| Stöppach (Standort) | Mittelalterlicher Turmhügel.                        | D-4-5731-1050 |      |

### Bodendenkmäler in der Gemarkung Untersiemau
| Lage                   | Objekt | Akten-Nr.     | Bild |
| ---------------------- | --- | ------------- | ---- |
| Untersiemau (Standort) | Siedlung vor- und frühgeschichtlicher Zeitstellung.                                                                                                  | D-4-5831-0001 |      |
| Untersiemau (Standort) | Freilandstation des Mittelpaläolithikums. | D-4-5831-0003 |      |
| Untersiemau (Standort) | Vorgängerbau sowie Befunde des Mittelalters und der frühen Neuzeit im Bereich der Evangelisch-Lutherischen Pfarrkirche St. Salvator von Untersiemau. | D-4-5831-0134 |      |
| Untersiemau (Standort) | Befunde der frühen Neuzeit im Bereich des Oberen Schlosses von Untersiemau.                                                                          | D-4-5831-0135 |      |
| Untersiemau (Standort) | Befunde des Mittelalters und der frühen Neuzeit im Bereich des Unteren Schlosses von Untersiemau.                                                    | D-4-5831-0136 |      |

### Bodendenkmäler in der Gemarkung Weißenbrunn a.Forst
| Lage                           | Objekt | Akten-Nr.     | Bild |
| ------------------------------ | --- | ------------- | ---- |
| Weißenbrunn a.Forst (Standort) | Befunde des Mittelalters und der frühen Neuzeit im Bereich des abgegangenen Schlosses von Weißenbrunn a.Forst. | D-4-5731-1052 |      |

### Bodendenkmäler in der Gemarkung Ziegelsdorf
| Lage                   | Objekt                                                               | Akten-Nr.     | Bild |
| ---------------------- | -------------------------------------------------------------------- | ------------- | ---- |
| Ziegelsdorf (Standort) | Befunde der frühen Neuzeit im Vereich des Schlosses von Ziegelsdorf. | D-4-5831-0143 |      |